# Lina Radke

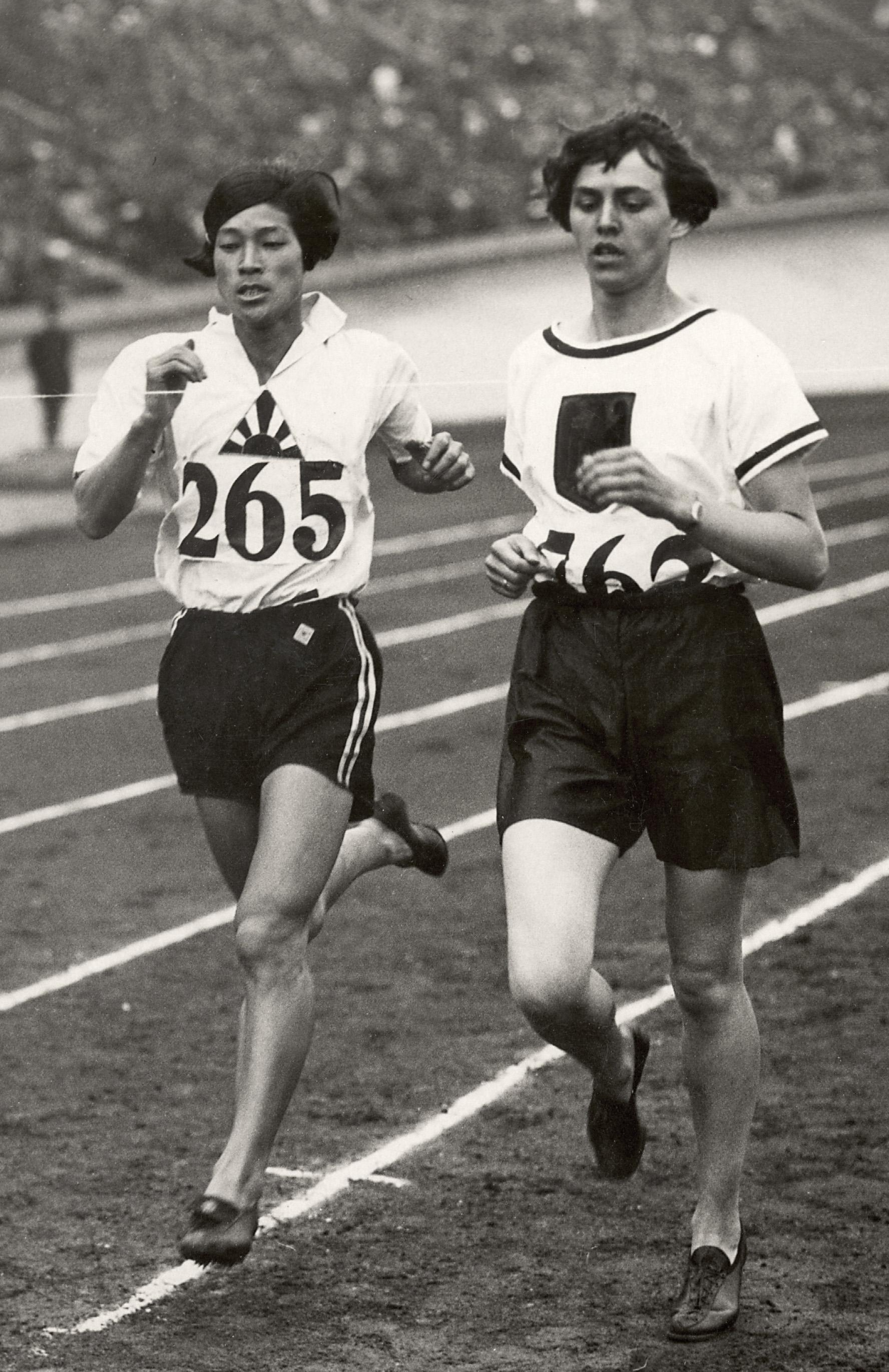
Lina Radke (rechts) und Hitomi Kinue bei den Olympischen Spielen in Amsterdam (1928).

Karoline „Lina“ Radke (* 18. Oktober 1903 in Karlsruhe als Karoline Batschauer; † 14. Februar 1983 ebenda) war eine deutsche Leichtathletin, die bei den Olympischen Spielen 1928 in Amsterdam den 800-Meter-Lauf gewann.
Zur Leichtathletik kam Karoline Batschauer im Jahr 1924 in Baden-Baden, wohin ihre Familie 1917 gezogen war. In den 1920er Jahren war sie die führende deutsche Mittelstreckenläuferin. 1926 gewann sie bei den deutschen Meisterschaften über 1000 Meter. 1927 wechselte sie zur Leichtathletikabteilung des Karlsruher FV. Der Adidas Gründer Adolf Dassler schenkte ihr neue Laufschuhe um sein neues Produkt testen zu können, worauf sie am 7. August 1927 über 800 Meter bei den deutschen Meisterschaften eine neue Weltbestzeit von 2:23,8 min lief, die erste von sechs Weltbestzeiten und Weltrekorden in ihrer Laufbahn. Nach der Heirat mit Georg Radke zog sie nach Breslau und gewann auch 1928 diesen Titel.

## Olympische Spiele 1928
Bei ihrem Olympiasieg am 2. August 1928 siegt sie in neuer Weltrekordzeit von 2:16,8 min (erster offiziell registrierter Weltrekord). Diese Goldmedaille war die erste für die deutschen Leichtathleten und die erste für die deutschen Frauen seit Beginn der Olympischen Spiele im Jahre 1896.
Zum Programmbestandteil der Olympischen Spiele 1928 konnte der 800-Meter-Lauf erst nach Gründung des Internationalen Frauensportverbandes FSFI werden. Danach wurde die Disziplin wieder aus dem Programm gestrichen, da Frauen angeblich physisch überfordert seien. Fortan waren alle Läufe über 100 Meter für Frauen wieder verbaut. Der 800-Meter-Lauf wurde erst 1960 in Rom wieder eine olympische Disziplin.

## Weltbestleistungen/Weltrekorde
- 800 m:
  - 2:23,8 min (Breslau, 7. August 1927)
  - 2:19,6 min (Brieg, 1. Juli 1928)
  - 2:16,8 min (Amsterdam, 2. August 1928)
- 1000 m:
  - 3:06,5 min (Brieg, 24. August 1930)
- Beteiligung an zwei Staffel-Weltrekorden

Auf den Frauen-Weltspielen der Leichtathletik 1934 in London erreichte sie den dritten Platz über 800 Meter (inoffiziell, da zunächst Vierte: Sie rückte nach der späteren Disqualifikation der Siegerin Koubkova vor). Danach wurden diese Spiele nicht mehr ausgetragen; somit gab es keine Mittelstreckenwettbewerbe für Frauen auf hohem Niveau mehr. Lina Radke beendete ihre aktive Laufbahn, um als Trainerin in Breslau zu arbeiten. Zu ihrer aktiven Zeit hatte Lina Radke eine Körpergröße von 1,69 m und wog 55 kg.
Ihre bei den Olympischen Spielen in Amsterdam erzielte Siegeszeit im 800-Meter-Lauf wurde als deutscher Rekord erst im August 1954 unterboten. Isolde Beichler vom TSV Schwaben Augsburg verbesserte ihn bei den deutschen Meisterschaften mit 2:16,3 min um fünf Zehntelsekunden.

## Nachkriegszeit
1945 kam sie als Heimatvertriebene über Sömmerda (Thüringen) nach Torgau (Sachsen-Anhalt). Die Goldmedaille ging während der Flucht verloren. Sie wurde später in einem Nachlass in Köln gefunden und ihr 1956 vom Nationalen Olympischen Komitee der DDR ein zweites Mal verliehen. 1961, kurz vor dem Mauerbau, zog das Ehepaar in Lina Radkes Geburtsstadt Karlsruhe. Lina Radke starb 1983 im Alter von 79 Jahren, ihr Ehemann zehn Jahre später im Alter von 93 Jahren. Die Grabstätte der Eheleute befindet sich auf dem Friedhof in Karlsruhe-Mühlburg.
2021 beschloss der Karlsruher Gemeinderat, eine Sporthalle in Karlsruhe nach Lina Radke zu benennen.